# Archie Panjabi
Archie Panjabi, all'anagrafe Archana Kaur Panjabi (Londra, 31 maggio 1972), è un'attrice britannica, celebre per il ruolo di Kalinda Sharma nella serie televisiva The Good Wife, per il quale è stata candidata al Golden Globe e ha vinto un Primetime Emmy Award.

## Biografia
Archie Panjabi è nata a Londra da Govind e Padma Panjabi, entrambi immigranti dall'India.
Nel film Sognando Beckham (2002), la Panjabi interpreta Pinki, la sorella maggiore di Jess, che si sta per sposare ma il giorno del matrimonio coincide con la data della finale di calcio della sua squadra.
Recita nel ruolo di Ghita Pearson in The Constant Gardener - La cospirazione (2005), tratto dal libro di John le Carré, mentre in Un'ottima annata - A Good Year (2006) di Ridley Scott interpreta la segretaria personale di Max Skinner (Russell Crowe).
Nel 2007 recita nel film A Mighty Heart - Un cuore grande di Michael Winterbottom, con Angelina Jolie e Will Patton, presentato al Festival di Cannes, nel ruolo della giornalista Asra Nomani.
Dal 2009 interpreta il ruolo dell'investigatrice privata Kalinda Sharma nel telefilm della CBS The Good Wife, per il quale ha vinto uno dei Premi Emmy 2010 come Migliore attrice non protagonista in una serie tv drammatica.

## Vita privata
Dal 1998 è sposata con il sarto Rajesh Nihalani.

## Filmografia

### Attrice

#### Cinema
- London's Burning - serie TV, episodio 6x02 (1993)
- Siren Spirits - miniserie TV, episodi 1x01-1x02 (1994)
- Bideshi, regia di Frances-Anne Solomon - cortometraggio (1995)
- Escape to Somerset, regia di Shafeeq Vellani - cortometraggio (1998)
- East Is East - Una famiglia ideale (East Is East), regia di Damien O'Donnell (1999)
- Delilah, regia di Esther May Campbell - cortometraggio (2001)
- Sognando Beckham (Bend It Like Beckham), regia di Gurinder Chadha (2002)
- Arranged Marriage, regia di G.D. Jayalakshmi - cortometraggio (2002)
- Black Nor White, regia di Anjali Menon - cortometraggio (2002)
- Codice 46 (Code 46), regia di Michael Winterbottom (2003)
- Cross My Heart, regia di Avie Luthra (2003)
- Yasmin, regia di Kenneth Glenaan (2004)
- Chromophobia, regia di Martha Fiennes (2005)
- The Constant Gardener - La cospirazione (The Constant Gardener), regia di Fernando Meirelles (2005)
- Un'ottima annata - A Good Year (A Good Year), regia di Ridley Scott (2006)
- Lezioni di volo, regia di Francesca Archibugi (2007)
- 2 Young 4 Me - Un fidanzato per mamma (I Could Never Be Your Woman), regia di Amy Heckerling (2007)
- A Mighty Heart - Un cuore grande (A Mighty Heart), regia di Michael Winterbottom (2007)
- Traitor - Sospetto tradimento (Traitor), regia di Jeffrey Nachmanoff (2008)
- My World, regia di Asif Kapadia - cortometraggio (2008)
- Espion(s), regia di Nicolas Saada (2009)
- Be Good, regia di Barney Cokeliss - cortometraggio (2009)
- Infedele per caso (The Infidel), regia di Josh Appignanesi (2010)
- The Happiness Salesman, regia di Krishnendu Majumdar - cortometraggio (2010)
- La scomparsa di Eleanor Rigby (The Disappearance of Eleanor Rigby), regia di Ned Benson (2013)
- I Origins, regia di Mike Cahill (2014)
- San Andreas, regia di Brad Peyton (2015)

#### Televisione
- Under the Moon, regia di Paul Harrison - film TV (1995)
- Sbirri da sballo (The Thin Blue Line) - serie TV, episodio 2x04 (1996)
- Dad - serie TV, episodio 1x02 (1997)
- In the beginning - In principio era (In the Beginning), regia di Kevin Connor - miniserie TV, episodi 1x01-1x02 (2000)
- Mente omicida (A Mind to Kill) - serie TV, episodio 4x01 (2001)
- Murder in Mind - serie TV, episodio 1x05 (2001)
- Metropolitan Police (The Bill) - serie TV, episodi 17x65-17x66 (2001)
- The Secret - serie TV, episodi 1x01-1x02 (2002)
- Holby City - serie TV, episodio 4x41 (2002)
- Tough Love, regia di David Drury - film TV (2002)
- My Family - serie TV, episodio 3x04 (2002)
- White Teeth, regia di Julian Jarrold - miniserie TV, 4 episodi (2002)
- Single Voices - serie TV, episodio 2x04 (2002)
- This Little Life, regia di Sarah Gavron - film TV (2003)
- Final Demand, regia di Tom Vaughan - film TV (2003)
- Canterbury Tales, regia di Julian Jarrold - miniserie TV, episodio 1x06 (2003)
- Sea of Souls - serie TV, 6 episodi (2004)
- Grease Monkey - serie TV, 20 episodi (2003-2004)
- A Very Social Secretary, regia di Jon Jones - film TV (2005)
- Life on Mars - serie TV, episodi 1x01-2x06 (2006-2007)
- Testimoni silenziosi - serie TV, episodio 11x09-11x10 (2007)
- Personal Affairs - serie TV, 5 episodi (2009)
- The Good Wife - serie TV, 134 episodi (2009-2015)
- The Fall - Caccia al serial killer (The Fall) - serie TV, 9 episodi (2013-2014)
- The Widower, regia di Paul Whittington - miniserie TV, episodi 1x02-1x03 (2014)
- Brooklyn Nine-Nine - serie TV, episodio 3x02 (2015)
- Shetland - serie TV, 5 episodi (2016)
- Power Monkeys, regia di Andy Hamilton, Guy Jenkin, Neil Pearson e Paul Schlesinger - miniserie TV, 6 episodi (2016)
- The Jury, regia di Neil Burger - film TV (2016)
- Blindspot - serie TV, 21 episodi (2016-2020)
- Bull - serie TV, episodio 2x08 (2017)
- Controversy, regia di Glenn Ficarra e John Requa - film TV (2017)
- Next of Kin - serie TV, 6 episodi (2018)
- Still Open All Hours - serie TV, 4 episodi (2019)
- Run - Fuga d'amore (Run) - serie TV, episodi 1x03-1x04-1x05 (2020)
- Un volto, due destini - I Know This Much Is True (I Know This Much Is True), regia di Derek Cianfrance – miniserie TV, 4 puntate (2020)
- Departure - serie TV, 18 episodi (2019-2021)
- Snowpiercer - serie TV, 7 episodi (2022)
- Hijack - Sette ore in alta quota - serie TV, 6 episodi (2023)
- Under the Bridge - miniserie TV, 8 episodi (2024)
- Doctor Who - serie TV, 3 episodi (2025)

### Doppiatrice

#### Televisione
- Ivor the Invisible, regia di Hilary Audus - film TV (2001) - Leila
- Il postino Pat (Postman Pat) - serie TV, 68 episodi (2003-2013) - Nisha Bains/Meera Bains
- Love Triangle, regia di Yasmeen Ismail - cortometraggio TV (2008)
- Postman Pat: Special Delivery Service - serie TV, 15 episodi (2008-2013) - Nisha Bains/Meera Bains
- BoJack Horseman - serie animata, episodio 4x04 (2017) - Tilda Madison
- Star Wars: The Bad Batc - serie animata, episodio 1x01 (2021) - Depa Billaba

#### Videogiochi
- Dead Space: Extraction (2009) - Catherine 'Karen' Howel, voci addizionali

## Programmi televisivi
- Brand Spanking New Show - varietà comico (2000)

## Riconoscimenti (parziale)
Golden Globe
- 2013 - Candidatura come Miglior attrice in una serie, miniserie o film per la televisione per The Good Wife

Canadian Screen Awards
- 2021 - Candidatura come Miglior serie drammatica per Departure (assieme a Christina Jennings, Scott Garvie, Malcolm MacRury, T.J. Scott, Vince Shiao, Patrick Cassavetti, Julie Lacey, Tina Grewal)

Critics' Choice Television Awards
- 2011 - Candidatura come Miglior attrice non protagonista in una serie tv drammatica per The Good Wife

Festival di Cannes
- 2007 - Trofeo Chopard come rivelazione femminile

Festival internazionale del cinema di Berlino
- 2005 - Shooting Stars Award

Image Awards
- 2012 - Miglior attrice non protagonista in una serie drammatica per The Good Wife
- 2013 - Candidatura come Miglior attrice non protagonista in una serie drammatica per The Good Wife
- 2014 - Candidatura come Miglior attrice non protagonista in una serie drammatica per The Good Wife

Primetime Emmy Awards
- 2010 - Miglior attrice in una serie drammatica per The Good Wife
- 2011 - Candidatura come Miglior attrice in una serie drammatica per The Good Wife
- 2012 - Candidatura come Miglior attrice in una serie drammatica per The Good Wife

Satellite Award
- 2010 - Candidatura come Miglior attore non protagonista in una serie, mini-serie o film per la televisione per The Good Wife

Screen Actors Guild Award
- 2010 - Candidatura come Migliori attori non protagonisti in una serie drammatica per The Good Wife (assieme a Christine Baranski, Josh Charles, Alan Cumming, Matt Czuchry, Julianna Margulies, Chris Noth, Graham Phillips, Makenzie Vega)
- 2011 - Candidatura come Migliori attori non protagonisti in una serie drammatica per The Good Wife (assieme a Christine Baranski, Josh Charles, Alan Cumming, Matt Czuchry, Julianna Margulies, Chris Noth, Graham Phillips, Makenzie Vega)
- 2012 - Candidatura come Migliori attori non protagonisti in una serie drammatica per The Good Wife (assieme a Christine Baranski, Josh Charles, Matt Czuchry, Julianna Margulies, Graham Phillips, Makenzie Vega)

## Doppiatrici italiane
Nelle versioni in italiano delle opere in cui ha recitato, Archie Panjabi è stata doppiata da:
- Barbara De Bortoli in The Good Wife, San Andreas, Run - Fuga d'amore, Hijack - Sette ore in alta quota
- Antonella Baldini in East is East, Blindspot, Departure
- Giuppy Izzo in The Fall - Caccia al serial killer, Under the Bridge
- Letizia Scifoni in Shetland, Doctor Who
- Ilaria Stagni in A Mighty Heart - Un cuore Grande
- Francesca Fiorentini in Un'ottima annata
- Claudia Catani in Sognando Beckham
- Roberta Pellini in Traitor - Sospetto tradimento
- Tatiana Dessi in Bull
- Elisa Carucci in I Origins
- Sabrina Duranti in Un volto, due destini - I Know This Much Is True
- Veronica Puccio in Snowpiercer